# سالي بلومفيلد (طبيبة)
سالي بلومفيلد هي بروفيسور في مدرسة لندن لحفظ الصحة وطب المناطق الحارة، لندن، المملكة المتحدة. تعتبر خبيرة في أبحاث وتعليم النظافة والصحة المنزلية وقد اعترضت على الفكرة التي تقول أننا أصبحنا «نظيفين جدًا لدرجة التي تلعب ضد مصلحتنا» وأن أنواع الحساسية تنشأ نتيجة «هوسنا الحديث بالنظافة». لقد طورت استراتيجيات للتعامل مع الأمراض المعدية الناشئة ويشمل ذلك أمراض مثل متلازمة تنفسية حادة وخيمة(السارس) ومرض فيروس إيبولا، وتعتبر البروفيسور سالي النظافة كخطوة أولى للمكافحة خلال المرحلة المبكرة من تفشي الأمراض، قبل أن تصبح وسائل أخرى مثل التطعيم متاحة. خلال جائحة فيروس كورونا 2019-2020 ، أيدت شعار "أحصره، تخلص منه، أقتله "، لتذكير الناس بالسعال أو العطس في أوراق صحية وبالتالي حصر الفيروس، ومن ثم القيام بالتخلص من الأوراق الصحية على الفور، ثم غسل اليدين بعناية، وذلك لمنع انتشار مرض فيروس كورونا 2019.   